# Acrulogonia fuscinula
Acrulogonia fuscinula är en insektsart som beskrevs av Young 1977. Acrulogonia fuscinula ingår i släktet Acrulogonia och familjen dvärgstritar. Inga underarter finns listade i Catalogue of Life.